# Ruine Urgiz
Die Ruine Urgiz ist eine verfallene Höhenburg in der Gemeinde Densbüren im Schweizer Kanton Aargau. Sie liegt nordöstlich des Dorfes auf einem schmalen steilen Felsgrat, auf einer Höhe von 577 m ü. M. und rund 120 Meter über der Talsohle.

## Geschichte
Es ist nicht bekannt, wann die Burg gebaut wurde, spätestens aber im 12. Jahrhundert. Die ersten historisch gesicherten Besitzer waren die 1277 erwähnten Herren von Uriols, welche die Burg vom Bischof von Strassburg als Lehen erhalten hatten. Zum Lehen gehörte auch die kleine Herrschaft Urgiz mit den Dörfern Densbüren und Asp. Nach 1315 gibt es keine Aufzeichnungen mehr über die Herren von Uriols, die späteren Besitzer sind nicht bekannt. Das Basler Erdbeben von 1356 richtete grosse Schäden an.
Spätestens 1429 erwarb die Familie Effinger aus Brugg das Burglehen. 1444 ging die Burg an die Familie Rätz aus Säckingen über, 1475 an die Hasfurter aus Luzern. Im Jahr 1502, als die Burg bereits zu einer Ruine verfallen war, erwarb die Stadt und Republik Bern die Herrschaft Urgiz und richtete dort eine Hochwacht ein. Diese war während etwa dreihundert Jahren besetzt und stand in Sichtverbindung mit den Hochwachten auf dem Homberg bei Veltheim und der Gislifluh bei Thalheim. 1996/97 wurden die Mauerreste der Burg freigelegt und konserviert.
Von der Burganlage sind Reste der Ringmauer und des Rundturms erhalten geblieben.